# آکزونوبل
آکزونوبل ان.وی. (به هلندی: AkzoNobel N.V.) شرکت صنایع شیمیایی چندملیتی هلندی است، که در زمینه تولید مواد شیمیایی و رنگ‌های نقاشی صنعتی فعالیت می‌کند. دفتر مرکزی این شرکت در شهر آمستردام قرار دارد.
این شرکت در بیش از ۸۰ کشور فعالیت می‌کند و شمار کارکنان آن در حدود ۵۵ هزار نفر می‌باشد. شرکت آکزونوبل در سال ۲۰۱۰ فروشی بالغ بر ۱۴ میلیارد یورو داشته‌است. آکزونوبل در تاریخ ۲ ژانویه ۲۰۰۸ شرکت صنایع شیمیایی امپریال را خریداری و بازسازی نمود، سپس در ۲۵ آوریل همان سال، دو شرکت با هم ادغام شدند.